# Pablo Centurión
Pablo Centurión – piłkarz paragwajski, bramkarz.
Jako piłkarz klubu Cerro Porteño był w kadrze reprezentacji podczas finałów mistrzostw świata w 1950 roku, gdzie Paragwaj odpadł w fazie grupowej. Centurión nie zagrał w żadnym meczu, gdyż podstawowym bramkarzem drużyny był Marcelino Vargas.
Centurión grał także w Kolumbii, w klubie Millonarios FC.
Nigdy nie wziął udziału w turnieju Copa América.